# ビル・ブラウン (作曲家)
ビル・ブラウン（英語：Bill Brown、1969年 - ）は、アメリカ合衆国の作曲家。

## 経歴
カリフォルニア州サンディエゴで生まれる。1991年にバークリー音楽大学を卒業し、音楽の分野の学位を取得する。その後、様々なゲーム音楽や映画音楽の作曲を担当し、数多くの賞を獲得する。代表作としては、オンラインゲーム『リネージュII』（Chronicle4まで担当）やドラマ『CSI:ニューヨーク』（第1シーズン担当）のBGMが挙げられる。

## 受賞
- BMI 2005 TV Music Award for "CSI:NY" Season 1
- Game Audio Network Guild (G.A.G.) 2003 Awards Nominee for Lineage II: the Chaotic Chronicle (NCSoft), in the following categories: Best Live Performance Recording, Best Cinematic / Cut-Scene Audio, Best Original Vocal Song - Choral